# Deadlife
Deadlife är en svensk musikgrupp inom genren depressive suicidal black metal, bildad 2010. Gruppens låtar behandlar ämnen som ensamhet, depression, ångest och självmord.

## Diskografi
Studioalbum
- Slutskedet (2013)
- Värdelös (2013)
- No Help Is Coming (2014)
- Porphyria (2016)
- Where Life Ends (2017)
- 6 (2018)
- Monotonous Sounds of Sadness (2019)
- Dead Eyes (2020)
- The Darkening (2022)